# Semnolius chrysotrichus
Semnolius chrysotrichus là một loài nhện trong họ Salticidae.
Loài này thuộc chi Semnolius. Semnolius chrysotrichus được Eugène Simon miêu tả năm 1902.